# Kansas (formație americană)
Kansas este o formație americană de muzică rock formată în Topeka, Kansas, în anul 1973. Au devenit populari în anii 1970 inițial în topurile rock orientate spre albume și mai târziu cu single-uri de succes precum „Carry On Wayward Son” și „Dust in the Wind”. Trupa a produs nouă albume de aur, trei albume multi-platină (mai precis Leftoverture 5x, Point of Know Return 4× și The Best of Kansas 4×, cel din urmă album fiind o compilație de hit-uri ale formației), un alt album de studio de platină (mai exact Monolith), un dublu album live de platină (intitulat Two for the Show) și un single cu vânzări de milioane, „Dust in the Wind”. De asemenea, Kansas a apărut în topurile Billboard din SUA timp de peste 200 de săptămâni între anii 1970 și 1980 și a cântat pe arene și stadioane sold-out din America de Nord, Europa și Japonia. „Carry On Wayward Son” a fost cea de-a doua melodie cea mai cântata la radioul rock clasic din SUA în 1995 și numărul 1 în 1997. Jason Ankeny de la AllMusic s-a referit la Kansas ca fiind „produse de bază” ale radioului rock clasic.

## Stil muzical
Stilul muzical din Kansas, o fuziune de hard rock, southern rock și rock progresiv, a fost influențat de mai multe trupe. Muzica celor de la Yes și Genesis a fost o sursă de inspirație pentru Kansas, demonstrată în special în versurile lui Steve Walsh. Kerry Livgren, chitaristul formației, a citat trupa din anii 1960 Touch ca fiind fundamentul dezvoltării sale. Evoluția spirituală a acestuia se reflectă în melodiile trupei, lucrările timpurii arătând un interes pentru misticismul religiilor orientale, lucrări la sfârșitul anilor 1970 influențate de filosofia spirituală americană a Cărții Urantia, urmate la începutul anilor 1980 de lucrări care îmbrățișează creștinismul născut din nou (i.e. born-again Christianity în engleză). Trupa reformată a produs un album pop metal mai greu la sfârșitul anilor 1980. Pe lângă rock-ul progresiv britanic, Jason Ankeny de la AllMusic a remarcat influența aparentă a rock-ului american de tip heartland (i.e. heartland rock), prezentă de asemenea în muzica celor de la Kansas.

## Discografie
- Kansas (1974)
- Song for America (1975)
- Masque (1975)
- Leftoverture (1976)
- Point of Know Return (1977)
- Monolith (1979)
- Audio-Visions (1980)
- Vinyl Confessions (1982)
- Drastic Measures (1983)
- Power (1986)
- In the Spirit of Things (1988)
- Freaks of Nature (1995)
- Always Never the Same (1998)
- Somewhere to Elsewhere (2000)
- The Prelude Implicit (2016)
- The Absence of Presence (2020)